# Club Diogène
Pour les articles homonymes, voir Diogène (homonymie).

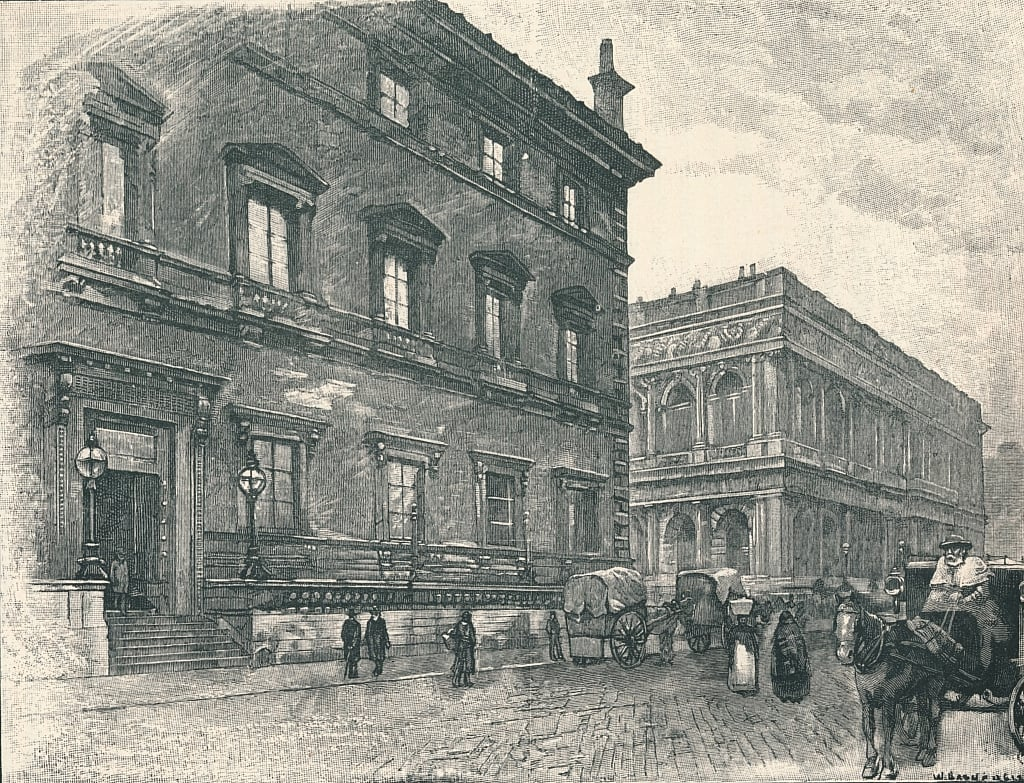
Vue de Pall Mall en 1896, avec les club-houses du Reform Club et du Carlton Club. C'est « non loin » de ce dernier que Doyle situe le club-house du Diogenes Club.

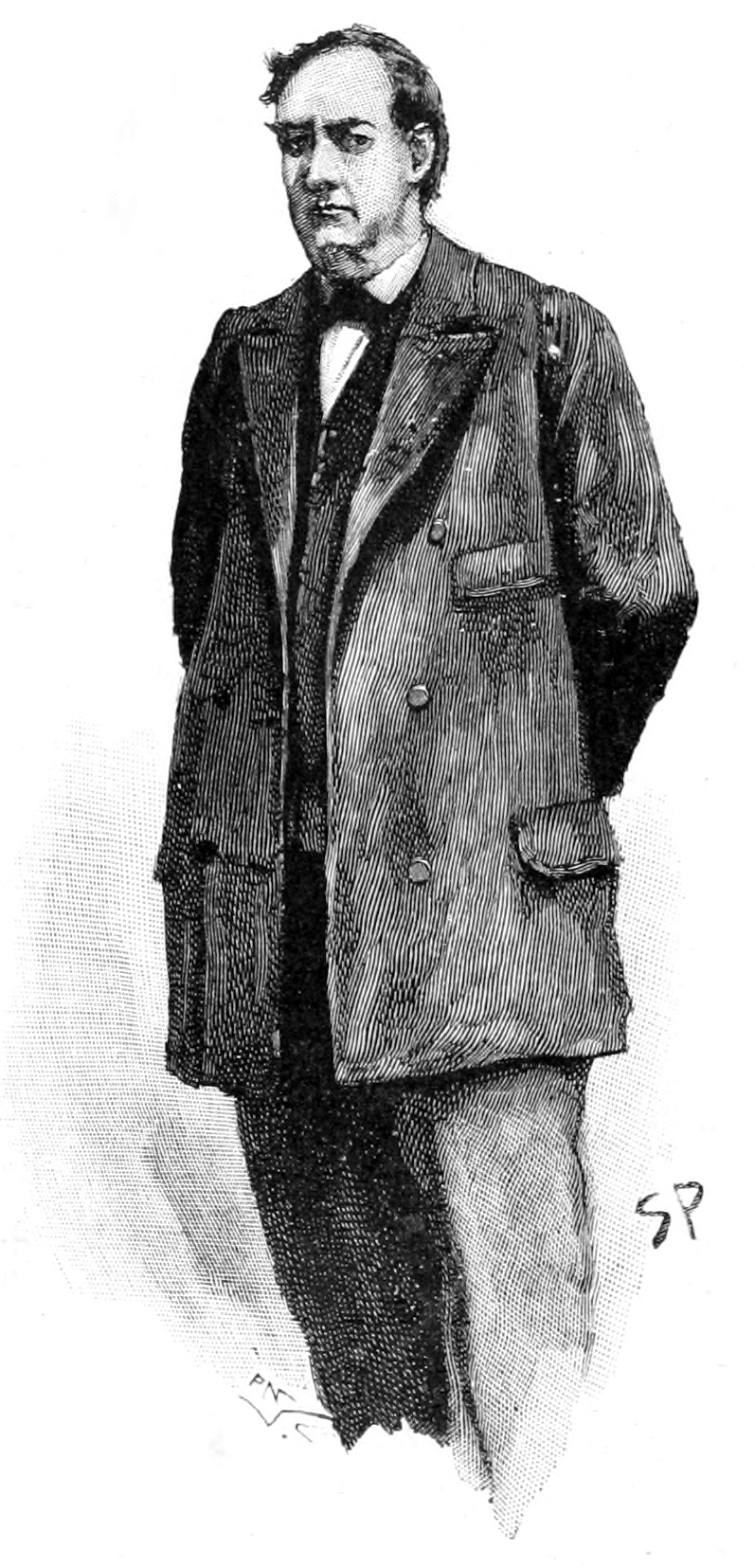
Mycroft Holmes, cofondateur du club Diogène.

Le club Diogène (Diogenes Club) est un gentlemen's club fictif imaginé par Arthur Conan Doyle et présent dans deux nouvelles des aventures de Sherlock Holmes. Il apparaît pour la première fois dans L'Interprète grec où le lecteur apprend que Mycroft Holmes, le frère de Sherlock, est un habitué des lieux en plus d'en être le cofondateur. Le club est cité une seconde fois dans Les Plans du Bruce-Partington. Le nom fait référence à Diogène de Sinope.
Dans L'Interprète grec, Sherlock Holmes décrit le club Diogène comme un lieu où les membres ne peuvent que lire et ne doivent pas se parler : « il existe à Londres beaucoup d’hommes qui, par timidité ou misanthropie, ne recherchent pas la société de leurs semblables. Pourtant ils aiment le confort et la lecture. Au club, ils trouvent un bon fauteuil, des revues, des journaux, et c’est pour eux que le club Diogène a été fondé ; actuellement il réunit la plus belle collection de gens insociables et d’originaux qu’on puisse trouver dans la ville. Il est interdit à tout membre de s’occuper de son voisin, excepté dans la salle des étrangers ; défense absolue de parler ; d'ailleurs, trois contraventions signalées au comité sont punies d’expulsion ».
Le club met en scène le paradoxe d'une sociabilité basée sur le respect formel de l'intimité et traduit une exploitation du thème du silence et au-delà de l’omission qui traverse l'œuvre de Conan Doyle.

## Autres apparitions
Dans son livre intitulé L'Autre Voyage de Philéas Fogg (The Other Log of Phileas Fogg, 1973), Philip José Farmer écrit que le club Diogène serait en réalité le club Athenaeum de Pall Mall, et que Conan Doyle en aurait simplement changé le nom dans les aventures de Holmes.
Le club Diogène apparaît également dans les œuvres suivantes :
- le film La Vie privée de Sherlock Holmes de Billy Wilder (1970) (Mycroft y reçoit son frère et le docteur Watson, et y mentionne l'« interprète grec » comme dernière occasion de rencontre entre Sherlock et lui) ;
- le roman La Solution à sept pour cent (The Seven-Per-Cent Solution, 1974) de Nicholas Meyer ;
- le roman "Anno Dracula" de Kim Newman
- la bande dessinée La Ligue des gentlemen extraordinaires d'Alan Moore ;
- la bande dessinée Les Quatre de Baker Street de Jean-Blaise Djian, Olivier Legrand et David Etien ;
- le jeu vidéo L'Affaire de la rose tatouée (1996) ;
- la bande dessinée Predator: Nemesis de Dark Horse Comics ;
- la nouvelle Closing Time de Neil Gaiman ;
- la série Sherlock, de Steven Moffat et Mark Gatiss (Mycroft y fait venir John Watson dans le dernier épisode de la saison 2).
- la série Elementary, de Robert Doherty et Jonny Lee Miller, au lieu d'un club de gentlemen cela devient une chaîne de restauration internationale dénommée "Diogène" fondée par Mycroft Holmes.
- la série Forever, de Matt Miller, Saison 1 Episode 14 dans le Flashback, Henry se trouve dans le Club Diogène